# Makuuchi

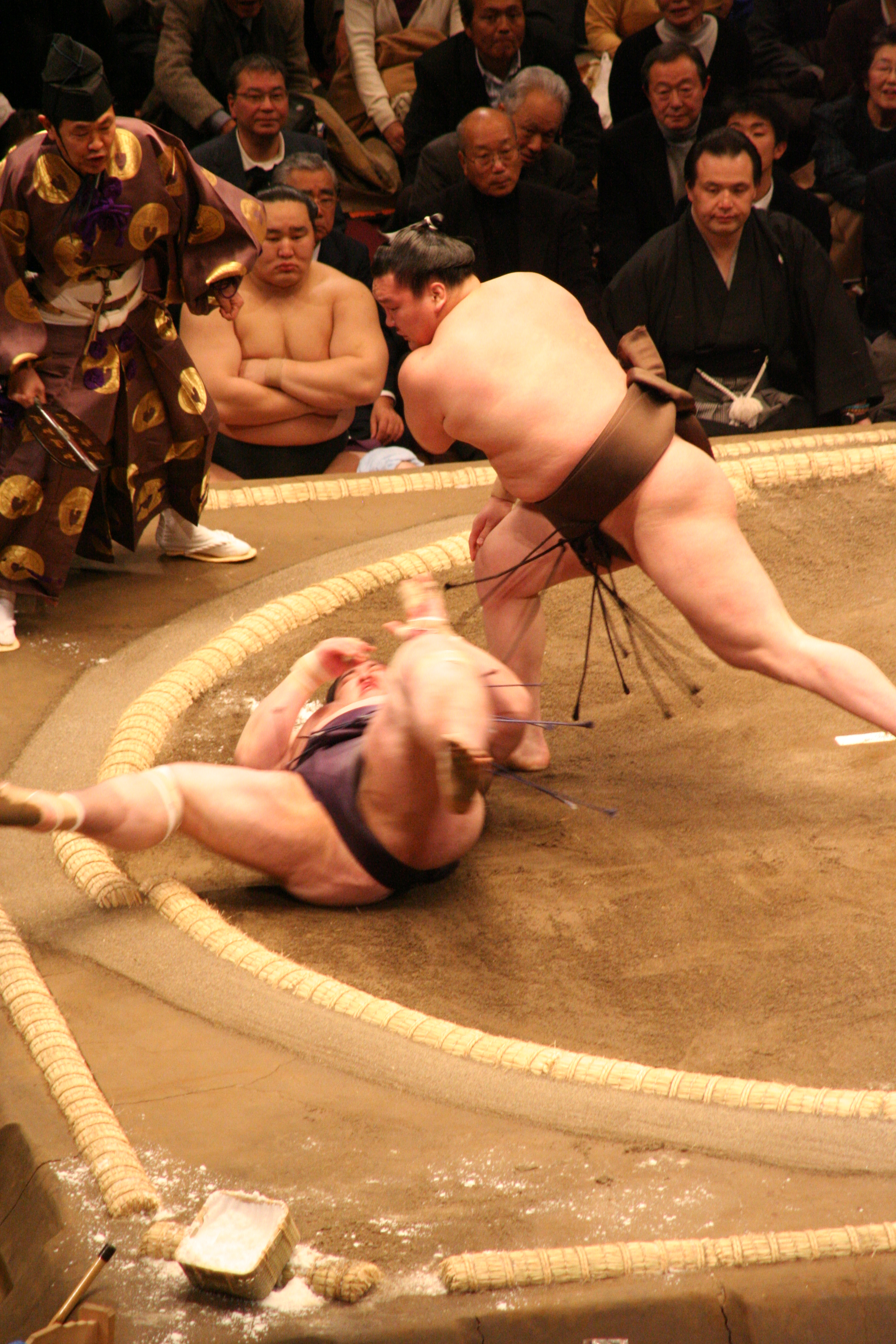
En match i Makuuchi.

Makuuchi eller makunouchi är den högsta av sex divisioner i den professionella varianten av Japans nationalsport, sumo. Makunouchi betyder "innanför ridån" och visar på den enorma skillnad det utgör att vara sekitori, avlönad sumobrottare med ett stort antal privilegier (innefattar också andradivisionen, juryo). Makunouchi består för närvarande (april 2008) av 42 brottare, rankade från de fyra sanyaku-rangerna yokozuna, ozeki, sekiwake och komusubi, till den vanligaste rangen maegashira, som är numrerade från 1 till det lägsta numret, som beror på antalet i sanyaku. Om sanyaku innehåller 10 platser, vilket inte är ovanligt, blir maegashira rankade från nummer 1 öst till nummer 16 väst. 
Brottare, eller rikishi, i makunouchi, utför sin egen ringinträdesceremoni, dohyo-iri. I denna deltar alla utom yokozunorna, som har sin egen dohyo-iri. Brottarna går upp i ringen i två grupper efter väderstreck, i rangordning från lägst till högst. De presenteras i högtalarna med namn, stall och hemprefektur eller land. De applåder en rikishi får ger en bra indikation på populariteten. Sist kommer nästan alltid en ozeki, som också brukar få stora applåder. Ett varierande antal rikishi har bråttom efter ceremonin, då de direkt ska hasta till yokozunans egen dohyo-iri och där tjänstgöra som uppassare (tachi-mochi eller tsuyu-harai).